# Pointe du Bout
Pointe du Bout – część miasta Les Trois-Îlets na Martynice (departament zamorski Francji), położona na przylądku Pointe du Bout południowym wybrzeżu zatoki Fort-de-France. Jest to najbardziej rozwinięty ośrodek turystyczny na wyspie, z licznymi hotelami i rezydencjami dla turystów. Tutejsza przystań dla jachtów jest najczęściej wykorzystywaną przystanią na Martynice. Miasto ma również regularne połączenia promowe z Fort-de-France na przeciwległym brzegu zatoki.
W bezpośrednim sąsiedztwie Pointe du Bout znajduje się publiczna plaża Anse Mitan.